# Dresdner Elbhänge

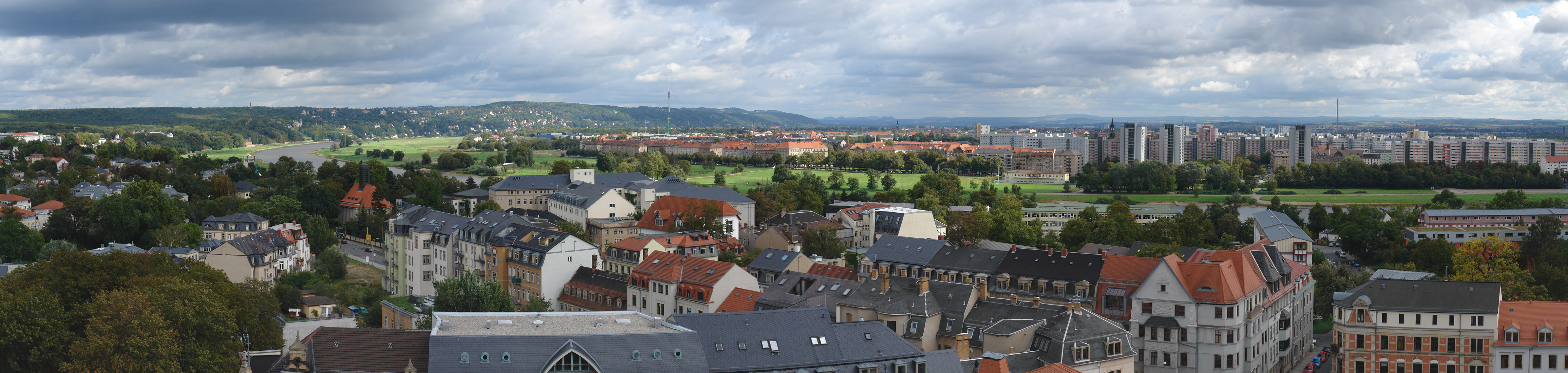
Blick schräg entlang der Elbhänge von der Martin-Luther-Kirche in der Äußeren Neustadt

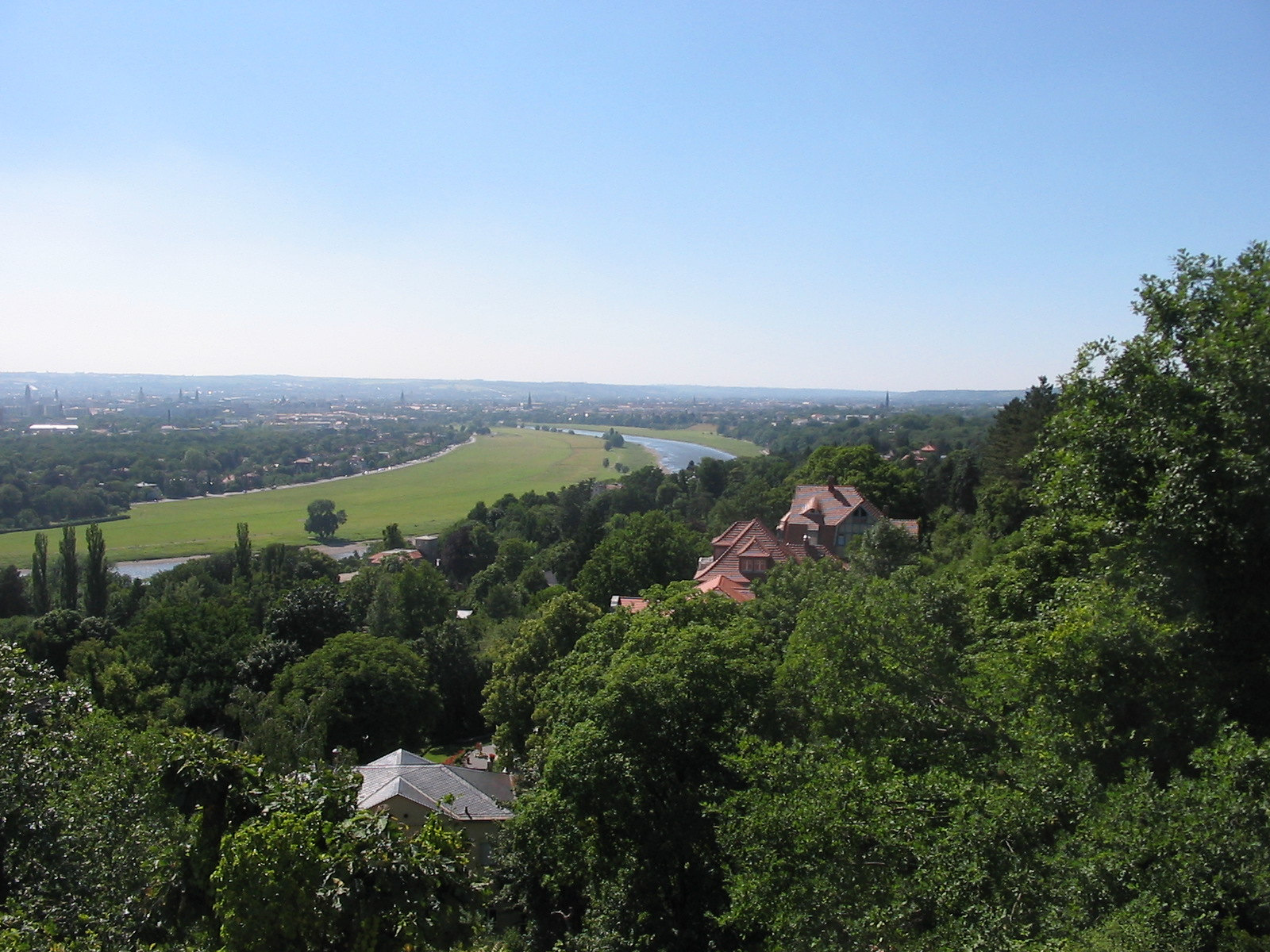
Blick vom Loschwitzer Elbhang über Dresden

Die Dresdner Elbhänge sind ein kulturlandschaftlicher Raum in Dresden. Sie bilden den nordöstlichen Rand des Elbtalkessels. Lange Zeit waren sie auch die Stadtgrenze Dresdens und markieren seit der Eingemeindung weiterer Flächen oberhalb der Hänge einen Übergang von dicht besiedelten Stadtteilen zu den ländlichen Ortschaften Dresdens.

## Geografie

### Lage

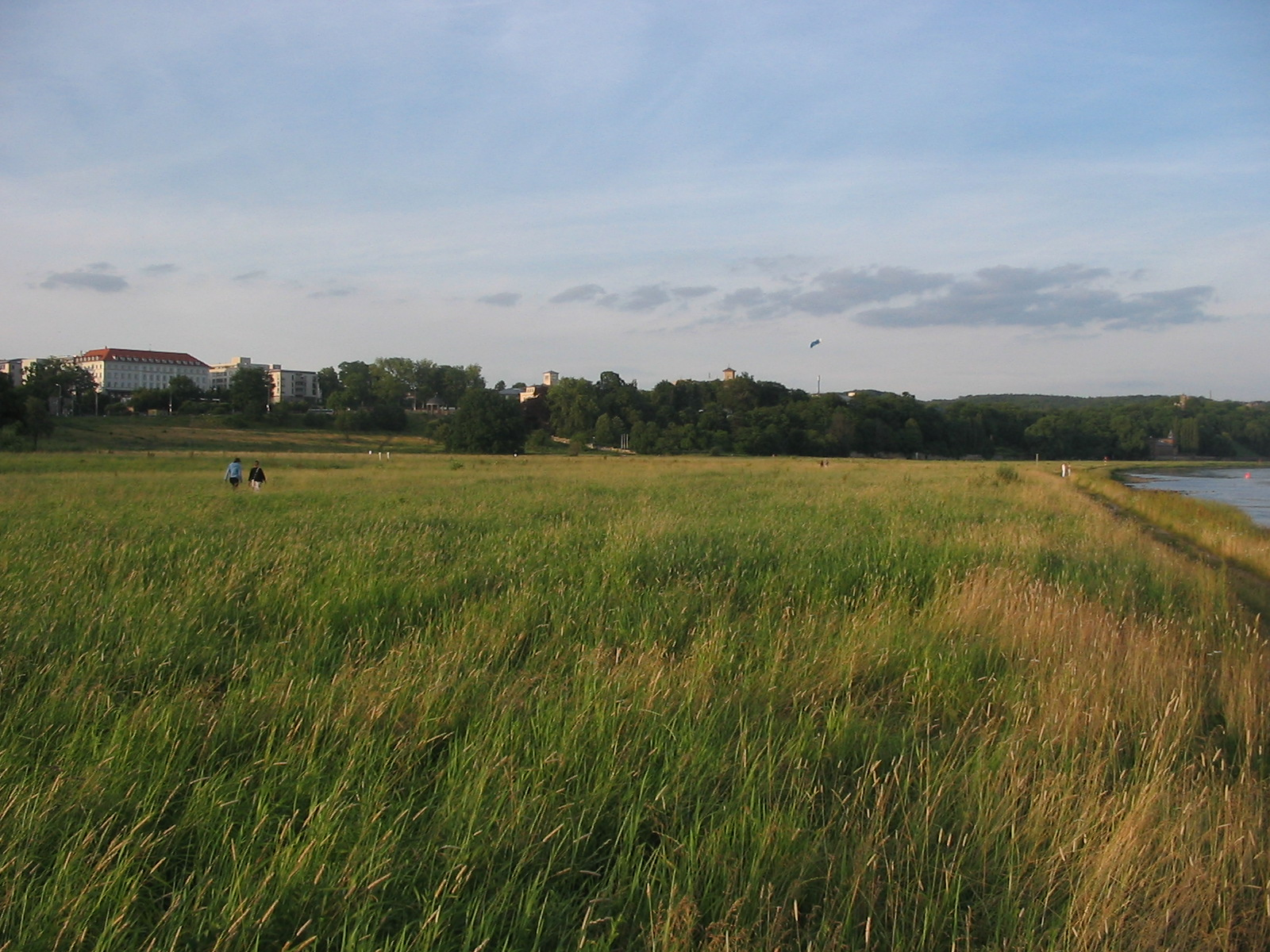
Der flache Elbhang am Brauhaus am Waldschlösschen (vor dem Bau der Waldschlößchenbrücke)

Die Elbhänge beginnen in der Radeberger Vorstadt am Brauhaus am Waldschlösschen etwa 3,5 Kilometer elbaufwärts von der innerstädtischen Brühlschen Terrasse entfernt. Von da verlaufen sie etwa 12,5 Kilometer bis zur Stadtgrenze im Südosten. Mehrfach wird der Elbhang dabei von der Elbe berührt, wodurch der Eindruck eines einseitigen Durchbruchstals entsteht.

### Landschaftliche Einordnung
Die Umgebung der Elbhänge ist stark kulturlandschaftlich geprägt. Im Nordwesten gehen die Hänge in die Dresdner Heide über. Oberhalb der Hänge befindet sich dort der Albertpark, ein kultivierter Teil der Heide. Noch auf Höhe der Heide steigt der Höhenunterschied der Elbhänge von etwa 10 Metern am Waldschlösschen etwa auf 90 bis 100 Meter.
Über den Hänge im Südosten also nördlich der Elbhänge liegt das Schönfelder Hochland, das zu Dresden gehört und hauptsächlich aus landwirtschaftlicher Nutzfläche besteht. Mit bis zu 200 Metern ist dort der Höhenunterschied auch am größten. Im Süden befinden sich mit dem Triebenberg (384 m ü. NN) auch die höchsten Lagen des Hochlands und Dresdens.
In der Talsohle befindet sich auf gesamter Länge die Elbwiesenlandschaft mit wenigen Resten der natürlichen Auenbewaldung.

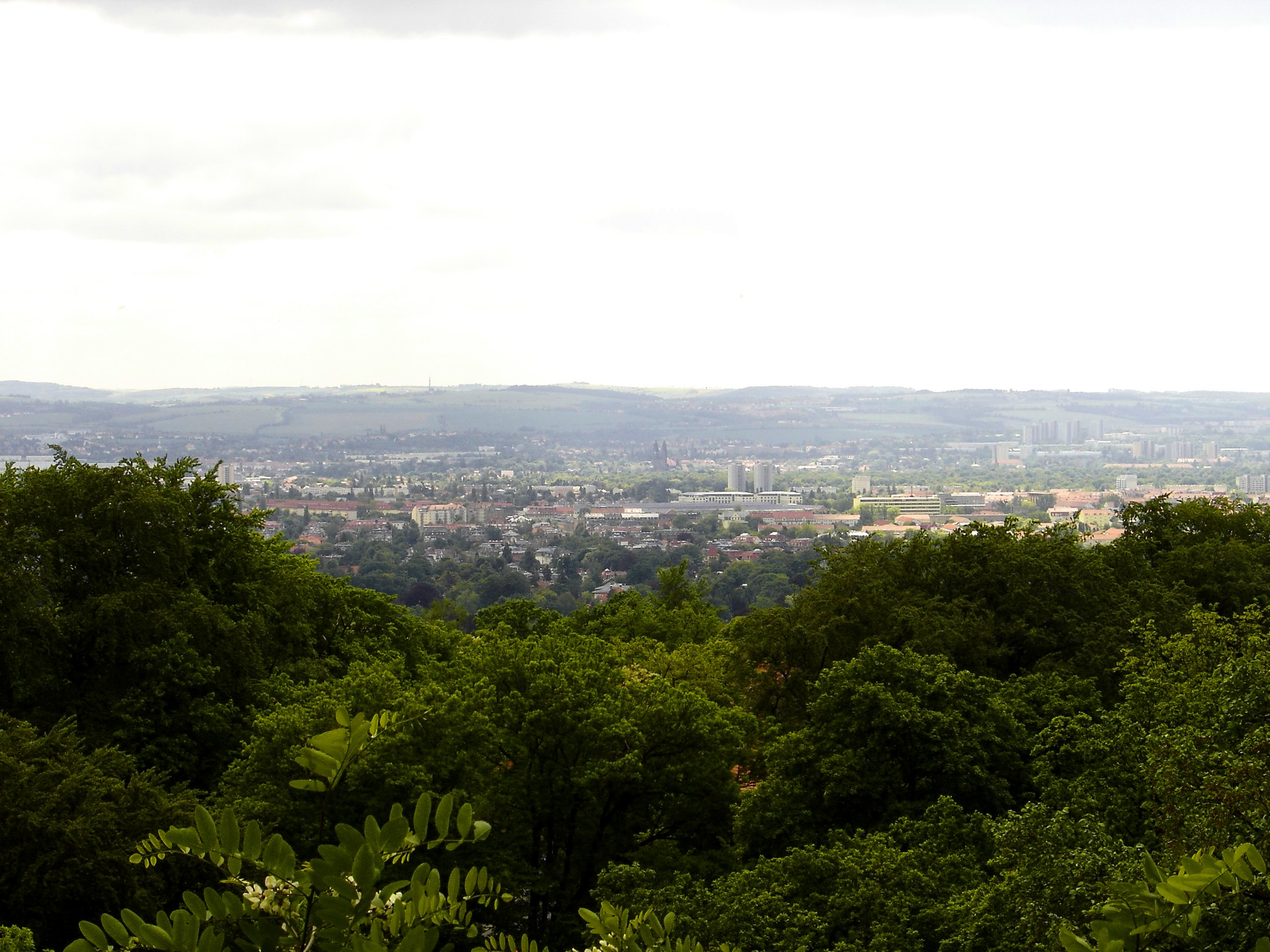
Blick vom Rand des Mordgrunds über Dresden

### Nebentäler
Die Elbhänge beginnen hinter dem Prießnitztal anzusteigen und werden an einigen Stellen von weiteren Nebengewässern der Elbe eingekerbt. Zwischen den Elbschlössern und Dinglingers Weinberg verläuft im Mordgrund der Mordgrundbach. Im Loschwitzgrund, dem Tal des Loschwitzbachs („Trille“), verläuft die für den Stadtverkehr wichtige Grundstraße, die das Blaue Wunder mit der Bautzner Straße (B 6) verbindet. Danach folgen die kürzeren Nebentäler des Wachwitzbachs, des Helfenberger Bachs, des Keppbachs und des Friedrichsgrundbachs. Die Grenze zu Pirna wird durch den Tiefen Grund definiert, dessen Bach in den Graupaer Bach mündet.

### Stadtteile

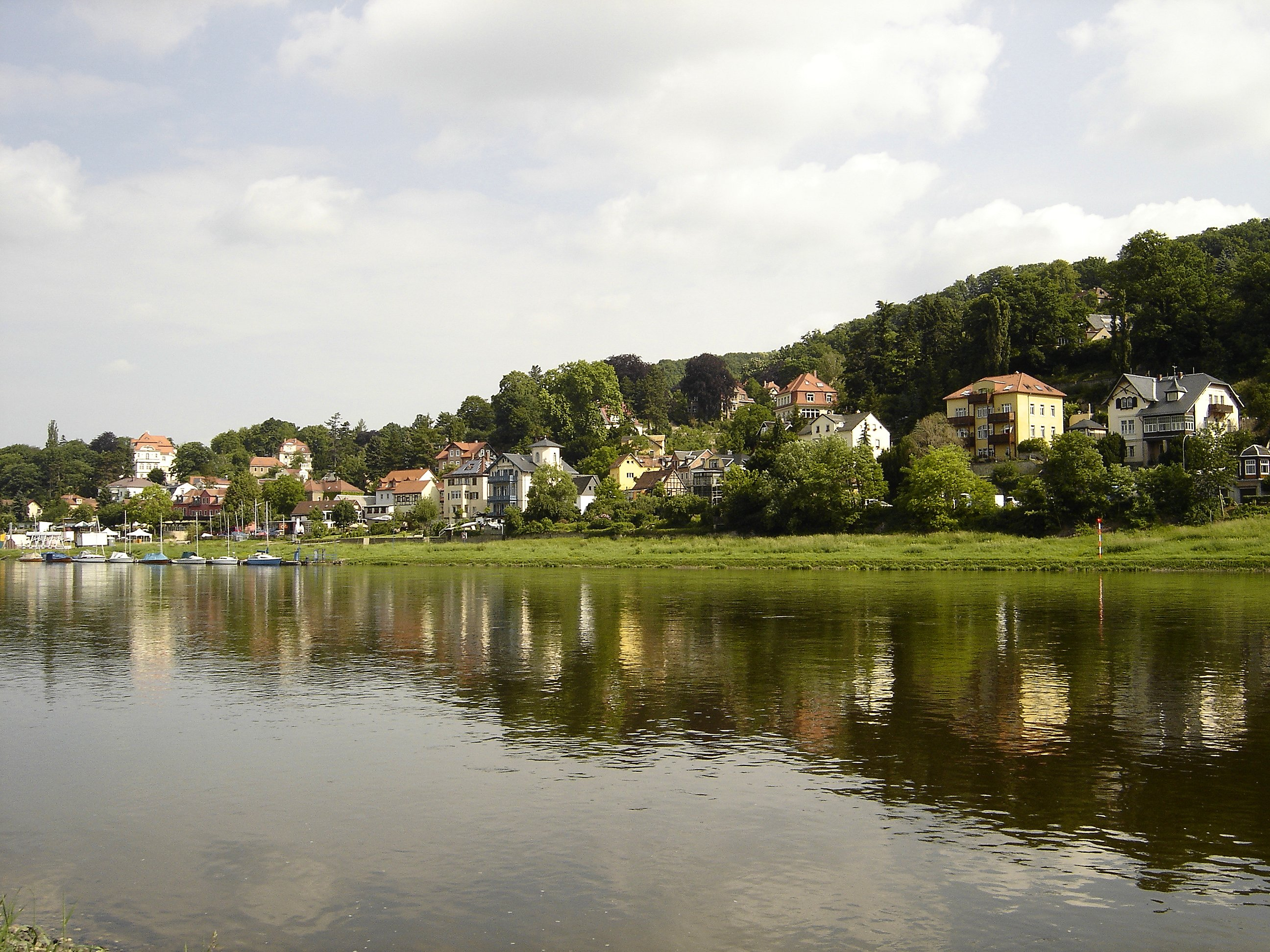
Wachwitz

An den Elbhängen liegen die Stadtteile Loschwitz, Niederpoyritz, Wachwitz, Hosterwitz, Pillnitz und Oberpoyritz. Viele dieser Stadtteile sind dörflich erhalten oder haben noch einen erhaltenen Dorfkern. Sie liegen auch häufig an Taleingänger der engen Nebentäler. Oberhalb der Elbhänge liegen die Stadtteile Weißer Hirsch, Bühlau und Rochwitz. Bis 1999 waren die Elbhänge auf weiten Strecken Stadtgrenze. Im Südosten liegen die Ortsteile Pappritz, Helfenberg, Malschendorf, Krieschendorf und Borsberg der Ortschaft Schönfeld-Weißig oberhalb der Dresdner Elbhänge.
Einige Orte vor allem oberhalb der Elbhänge waren Kur- und Erholungsorte, allen voran der 1921 nach Dresden eingemeindete Kurort Weißer Hirsch mit dem angrenzenden Oberloschwitz. Am Übergang von den Elbhängen zur Dresdner Heide entstanden dort bis 1932 ein Sanatorium, Bade- und Sporteinrichtungen.

## Kulturraum

### Weinbau

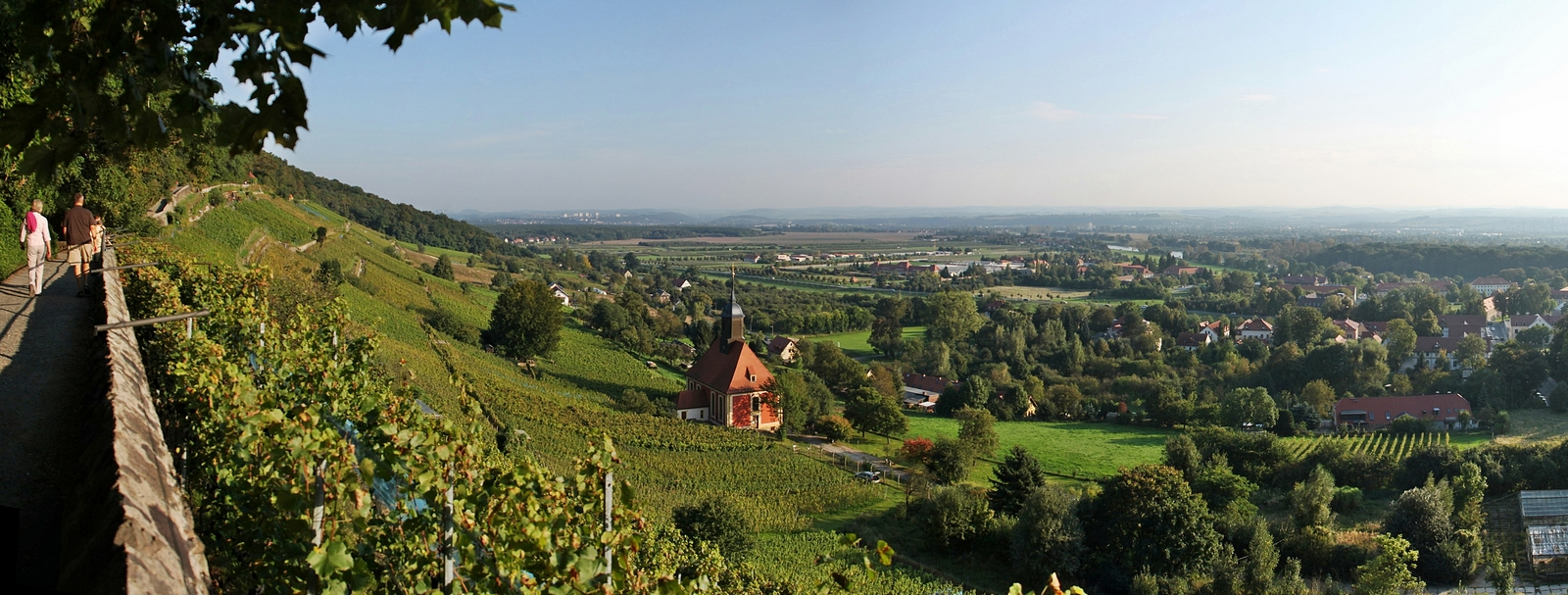
Pillnitz: Blick vom „Leitenweg“ (Teil des Sächsischen Weinwanderweges) über den Königlichen Weinberg und die Weinbergkirche

Im Weinbaugebiet Sachsen sind die Dresdner Elbhänge ein Teil der Großlage im Weinbaugebiet Elbtal. Bei Pillnitz befindet sich eine große Einzellage, der Königliche Weinberg in der Nähe von Schloss Pillnitz, zu dem auch andere Weinberge wie in Wachwitz und an den Elbschlössern gehören.
Der oberhalb der Weinberge in Pillnitz verlaufende Leitenweg (von Leite = „steiler Berghang“) gehört zum Sächsischen Weinwanderweg.

### Gebäude

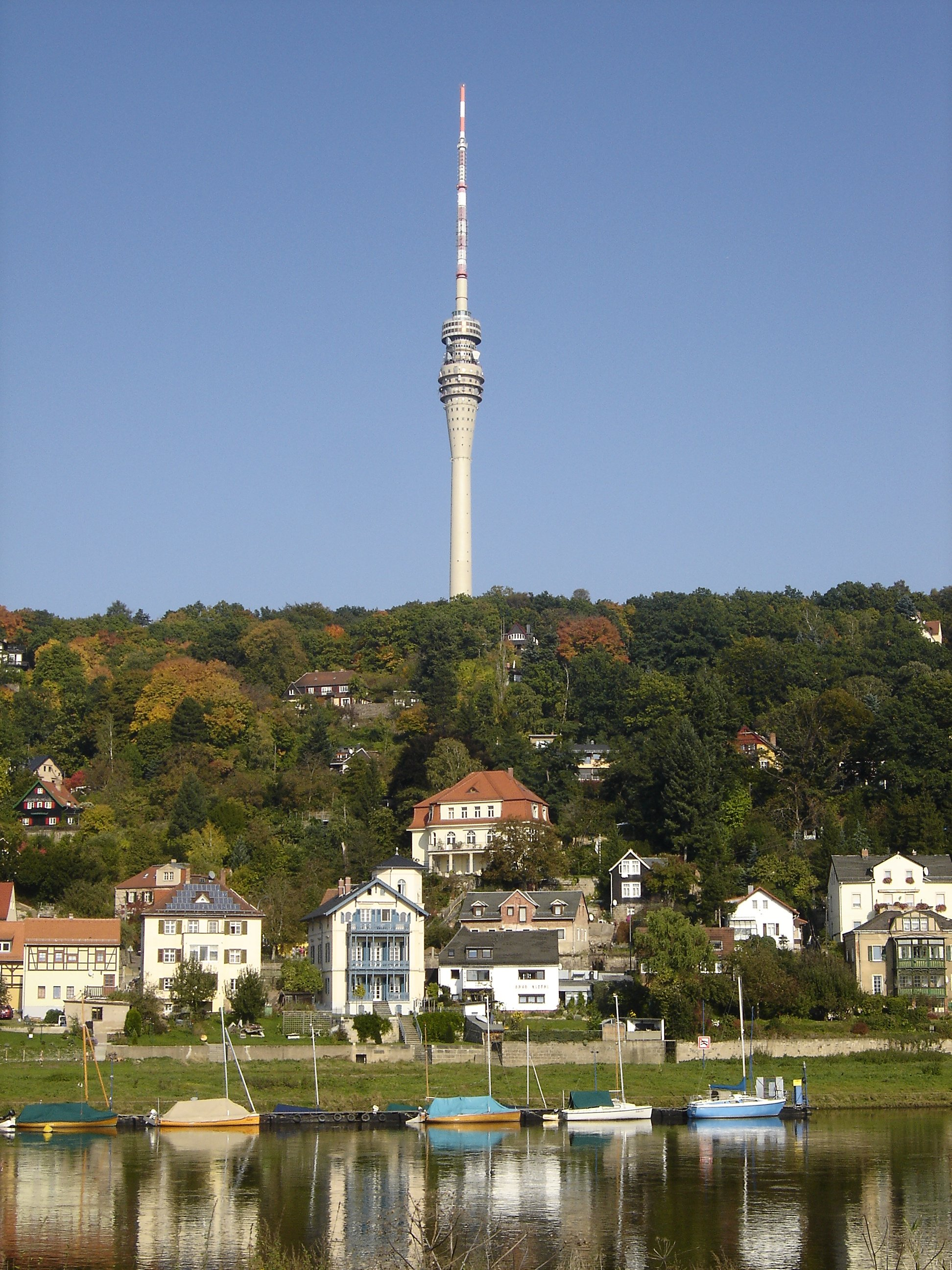
Der Fernsehturm überragt die Talsohle um 373 Meter

An den Elbhängen liegen sehr viele bekannte Gebäude und Bauwerke, die zumeist im 19. und 20. Jahrhundert entstanden. Den Beginn der Elbhänge aus Stadtsicht markieren die drei Elbschlösser Schloss Albrechtsberg, die Villa Stockhausen und Schloss Eckberg. Die beiden ersten Schlösser bedecken den Hang bis zur Elbe durch terrassenartige Gärten und kleine Weinhänge. Alle drei Schlösser entstanden etwa zeitgleich in der Mitte des 19. Jahrhunderts. Die Villa Stockhausen, die in den Besitz des Pharmazieunternehmens Karl August Lingner kam, ist auch als Lingnerschloss bekannt. Unter den Elbschlössern befindet sich das ehemalige Wasserwerk Saloppe, das von 1871 bis 1875 für die Wasserversorgung der Äußeren Neustadt und der Radeberger Vorstadt angelegt wurde.
In Loschwitz befinden sich die beiden berühmten Dresdner Bergbahnen an den Elbhängen zu beiden Seiten des Loschwitzgrundes. Die Standseilbahn Dresden wurde 1895 eröffnet und überwindet einen Höhenunterschied von 95 Metern. Trotz der Lage an der Talflanke des Loschwitzgrundes durchbricht die Bahn den Hang im Burgbergtunnel und im Prinzeß-Louisa-Tunnel. In unmittelbarer Nähe befindet sich die Schwebebahn Dresden, die einen Höhenunterschied von 84 Metern überwindet und als älteste Bergschwebebahn der Welt gilt.

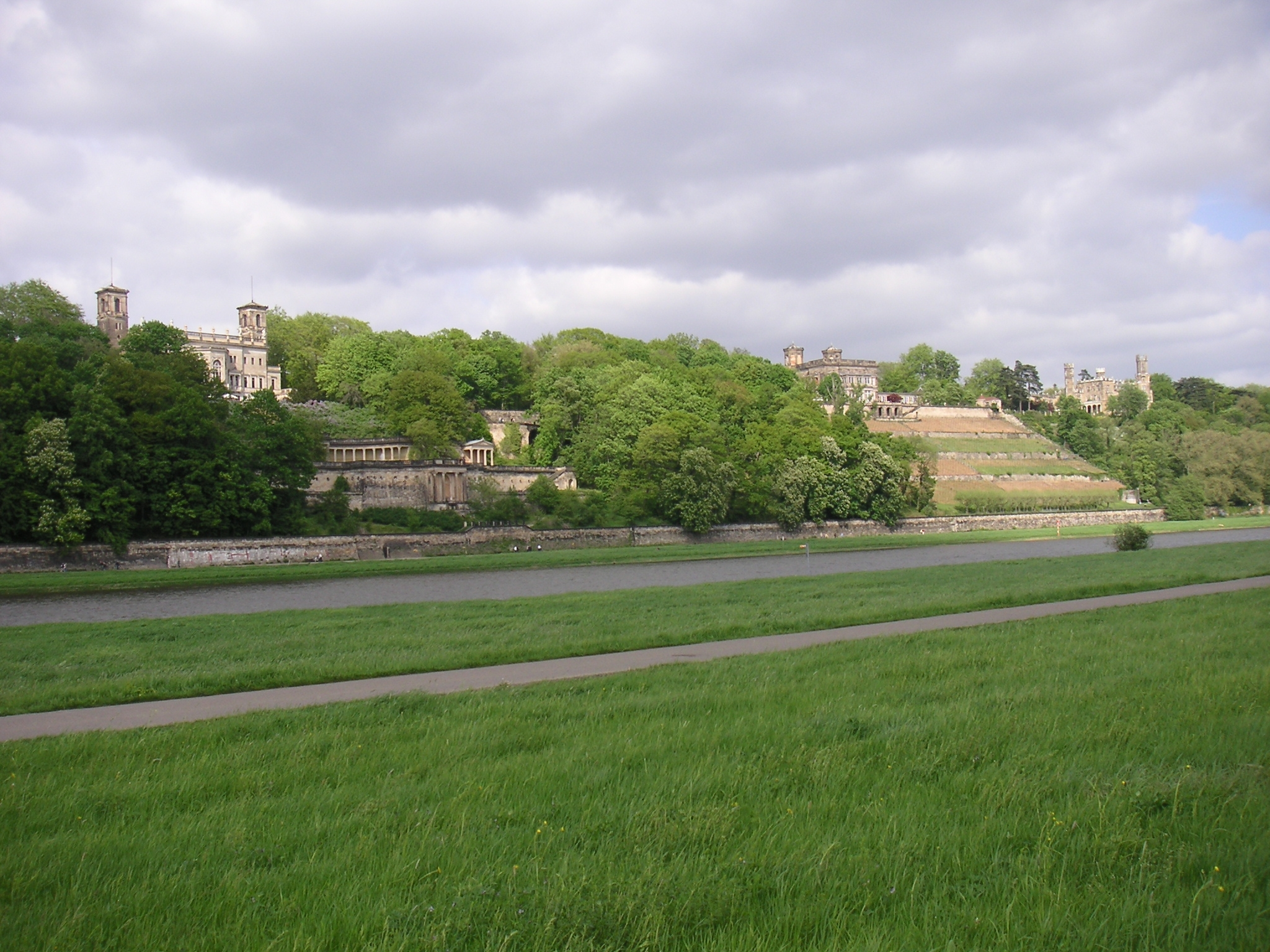
Die drei Elbschlösser

Die Königliche Villa Wachwitz war die Sommerresidenz des letzten sächsischen Königs Friedrich August III. Später wurde das Anwesen, erweitert um das 1936 erbaute Schloss Wachwitz, zum Familiensitz der durch den zweiten Sohn des Königs, Friedrich Christian, begründeten Linie der Wettiner. Es wird seitdem als Schloss Wachwitz bezeichnet. Der oberhalb des Wachwitzer Elbhangs erbaute Dresdner Fernsehturm überragt mit seinen 252 Metern Gesamthöhe die Talsohle um 373 Meter.
Das Schloss Pillnitz liegt zwar etwas vom Hang entfernt, setzt sich aber mit dem Wasserpalais an der Elbe und dem Bergpalais am Elbhang zwischen Elbhang und Elbe.
Auch im Bezug zum Elbhang stehen die kleinen barocken Kirchen Maria am Wasser, die Weinbergkirche und die Loschwitzer Kirche. Die Weinbergkirche wurde 1723 bis 1725 nach Plänen von Matthäus Daniel Pöppelmann erbaut und befindet sich im Pillnitzer Weinberg. Maria am Wasser geht auf eine gotische Kirche des 15. Jahrhunderts zurück und wurde 1704 in ihre barocke Form gebracht. Im Jahr 1705 begann der Bau der Loschwitzer Kirche durch George Bähr, der 1708 abgeschlossen wurde.

### Schutz
Die Hänge des Borsbergs und der Friedrichsgrund im Südosten bilden das etwa 2 km² große sächsische Naturschutzgebiet Dresdner Elbtalhänge (D 104), das am Elbhang oberhalb des Pillnitzer Weinhangs beginnt. Schützenswert ist dort vor allem der Schluchtwald im Friedrichsgrund. Die gesamten Dresdner Elbhänge stromaufwärts von Loschwitz befinden sich im Fauna-Flora-Habitat Elbtalhänge zwischen Loschwitz und Bonnewitz (FFH 33E). Außerdem liegt noch das Landschaftsschutzgebiet d32 Elbhänge Dresden-Pirna und Schönfelder Hochland überlagert zum Naturschutzgebiet und Fauna-Flora-Habitat. Die Dresdner Elbhänge sind eine wesentliche Landschaftskomponente der Kulturlandschaft Dresdner Elbtal, die von 2004 bis 2009 als UNESCO-Welterbe ausgewiesen war.

### Veranstaltungen
An den Elbhängen und zu ihren Füßen – entlang des Uferstreifens von Loschwitz bis Pillnitz – findet alljährlich Dresdens zweitmeistbesuchtes Stadtteilfest nach der BRN statt, das Elbhangfest. Außerdem führen die Wettkampfstrecken traditioneller Breitensportveranstaltungen wie Borsberglauf und 100km-Duathlon durch die Elbhänge.